# Enrique IV de Mecklemburgo
Enrique IV (1417 - 9 de marzo de 1477) fue desde 1422 hasta 1477 duque de Mecklemburgo.

## Biografía
Enrique IV de Mecklemburgo, llamado por su obesidad y su lujoso estilo de vida "Enrique el Gordo", fue el hijo del duque Juan IV de Mecklemburgo y Catalina de Sajonia-Lauemburgo.
Heredó Mecklemburgo cuando su padre murió en 1422. Su madre, Catalina, y su tío, Alberto V, actuaron como regentes hasta 1436. Luego gobernó conjuntamente con su hermano Juan V, hasta la muerte de sus hermanos en 1442. En mayo de 1432, se casó con Dorotea de Brandeburgo, la hija del elector Federico I de Brandeburgo.
Con la muerte del príncipe Guillermo de Werle en 1436, la línea masculina de la rama Werle de la Casa de Mecklemburgo se extinguió, y Werle pasó al ducado de Mecklemburgo. Después el duque Ulrico II de Mecklemburgo-Stargard murió en 1471, Mecklemburgo fue de nuevo unida bajo un solo gobernante.
La guerra de sucesión de Stettin entre los duques de Pomerania y los electores de Brandeburgo acabó a finales de mayo de 1472 a través de la mediación de Enrique.
A finales de su vida, gradualmente transfirió su poder a sus hijos Alberto, Juan y Magnus. Después de la muerte de Enrique gobernaron conjuntamente, hasta que Juan murió en 1474 y Alberto en 1483. Después de la muerte de Alberto, Magnus gobernó en solitario. Su hermano menor, Baltasar se preocupó poco de los asuntos del gobierno.
Enrique murió en 1477 y fue enterrado en la abadía de Doberan.

## Descendencia
- Juan VI (m. 1474), duque de Mecklemburgo
- Alberto VI (m. 1483), duque de Mecklemburgo
- Magnus II, duque de Mecklemburgo
- Baltasar duque de Mecklemburgo, coadjutor de la diócesis de Schwerin hasta 1479.